# Westbeth Artists Community
Westbeth Artists Housing est un complexe commercial et de logement à but non lucratif dédié à fournir un espace de vie et de travail abordable pour les artistes et les organismes artistiques de New York. Son campus comprend tout le bloc  délimité par les rues West, Bethune, Washington et Bank dans le quartier West Village de Manhattan, à New York ; le complexe porte le nom de deux de ces rues, West et Bethune. 
Il occupe les bâtiments des Laboratoires Bell, qui étaient le siège des Laboratoires téléphoniques Bell de 1898 à 1966, avant d'être converti en 1968 à 1970. Cette conversion a été supervisée par l'architecte Richard Meier. Ce projet de logements locatifs et d'immeubles commerciaux à revenu faible à modéré, le plus grand au monde de ce type, a été développé avec l'aide du Fonds JM Kaplan et des fonds fédéraux du National Endowment for the Arts. 
Westbeth Artists Community est détenu et exploitée par Westbeth Corp. Housing Development Fund Corp. Inc., une société sans but lucratif de New York dirigée par un conseil d'administration bénévole non rémunéré. En 2009, la  population  de Westbeth était très âgée, dont de nombreux locataires d'origine - environ 60% des locataires avaient plus de 60 ans, et environ 30% avaient plus de 70 ans.   Comme les enfants des locataires sont autorisés à reprendre l'appartement de leurs parents, il existe donc une communauté multigénérationnelle. En raison de la période d'attente de 10 à 12 ans pour un appartement, Westbeth a fermé sa liste d'attente résidentielle en 2007. Cela a changé le 18 mars 2019 lorsque l'institution a commencé à accepter les candidatures pour une durée indéterminée. 

## Histoire
Aux États-Unis, Westbeth fait partie des premiers exemples de réutilisation adaptative de bâtiments industriels à usage artistique et résidentiel. Il s'agit d'un complexe de treize bâtiments dans le West Village de Manhattan. Le complexe était à l'origine le site des Laboratoires Bell (1898-1966), l'un des centres de recherche industrielle les plus importants au monde où ont été réalisées de nombreuses inventions, notamment le tube à vide, le microphone à condensateur, une première version de la télévision et le transistor. Le complexe est abandonné par les Bell Labs au milieu des années 1960 et reste vide jusqu'à ce que le projet Westbeth démarre plus tard dans la décennie. Grâce à un capital de démarrage du Fonds JM Kaplan et à l'aide et aux encouragements du Conseil national des arts (devenu depuis le National Endowment for the Arts), un ambitieux projet de rénovation visant à créer des espaces de travail en direct pour 384 artistes de toutes disciplines a été initié sous la direction du développeur Dixon Bain. Le projet était la première importante commande publique de Richard Meier, qui a par la suite remporté le prix Pritzker d'architecture et qui est toujours une figure importante de l'architecture moderne. Westbeth a ouvert ses portes en 1970 pour les artistes, danseurs, musiciens, acteurs, écrivains et cinéastes. 
Les artistes de toutes disciplines sont admis comme locataires à Westbeth après examen par un comité de locataires résidentiels de leur discipline. Ils doivent également remplir certaines conditions de revenu au moment de l'admission. Cependant la liste d'attente pour les nouveaux locataires résidentiels a été fermée en 2007. Depuis 2014, les locataires résidentiels payent en moyenne 800 $ par mois de loyer, y compris l'électricité, soit environ un tiers à un quart du taux du marché pour un espace comparable. 

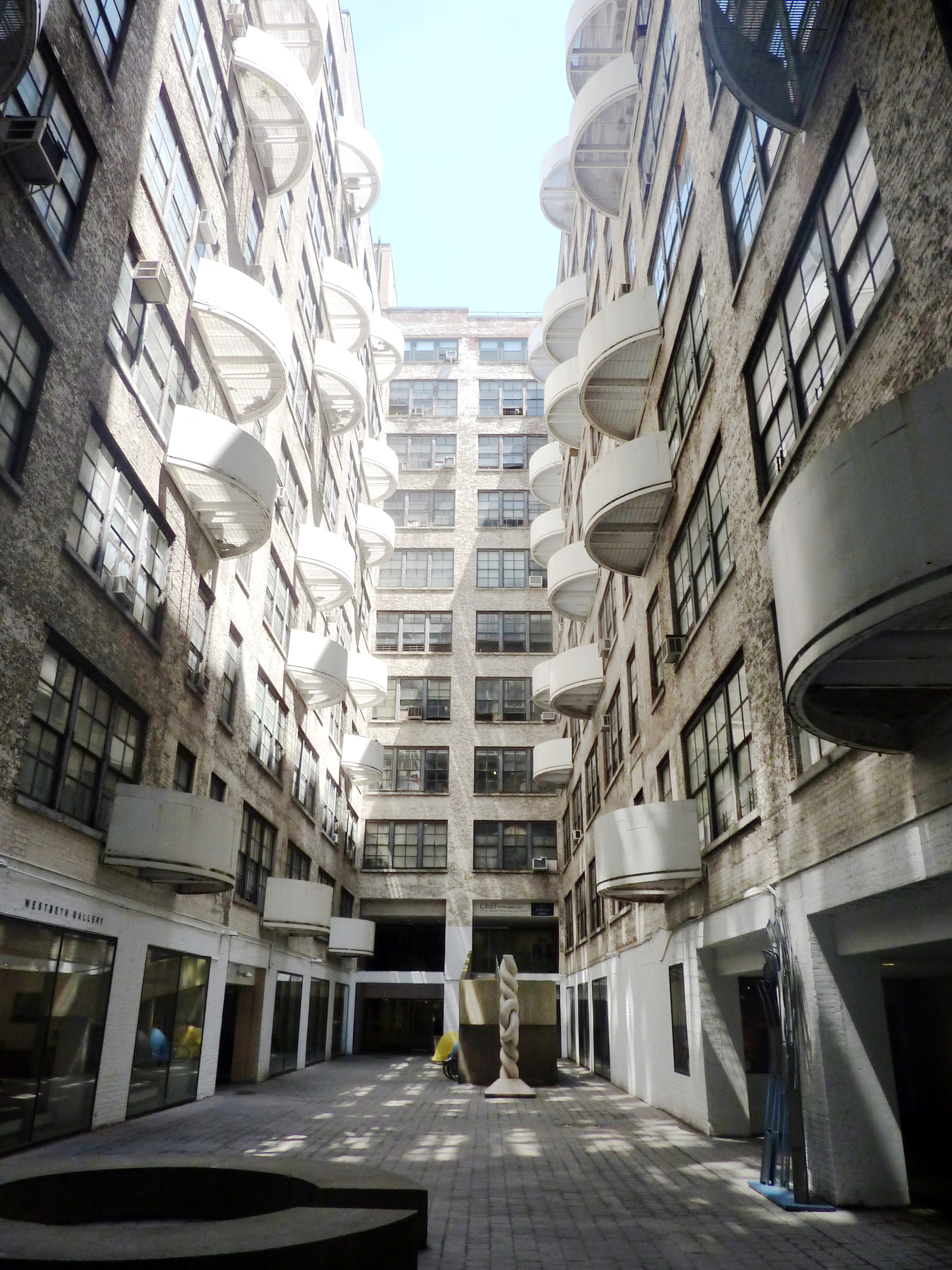
La cour de Westbeth (2012).

En plus de sa composante résidentielle, il y a aussi de grands et petits espaces commerciaux, des espaces de représentation et des ateliers de répétition et d'artistes. Westbeth abrite plusieurs grandes organisations culturelles, dont la New School for Drama, la LAByrinth Theatre Company, le Martha Graham Center of Contemporary Dance et la Congrégation Beit Simchat Torah, la première synagogue LGBT de New York et la plus grande du monde, avec plus de 800 membres. L'espace occupé par The New School était auparavant occupé par un théâtre Off-Broadway.

## Personnalités notables

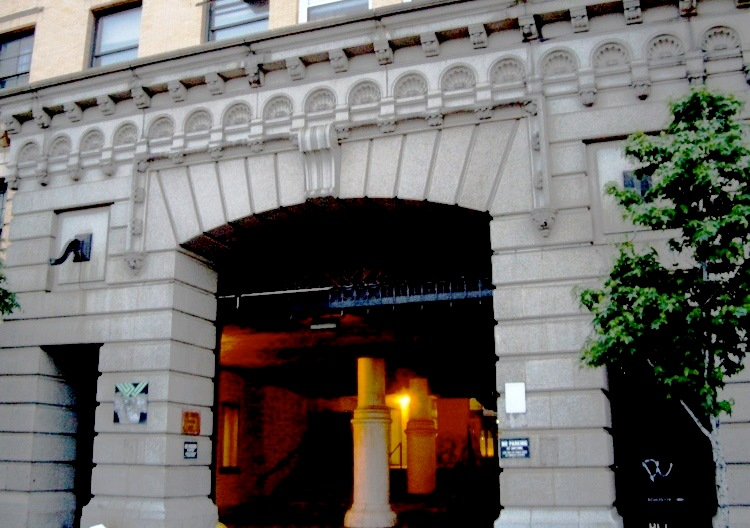
Une porte sur West Street (2007).

Westbeth Artists Housing a accueilli un certain nombre d'artistes, de musiciens et d'interprètes influents, dont Diane Arbus — son suicide en 1971 a fait sensation dans la jeune communauté — Harry Shunk, Robert Beauchamp, Paul Benjamin, Karl Bissinger, Barnaby Ruhe, Black-Eyed Susan, Joseph Chaikin, David Del Tredici, Robert De Niro Sr., Vin Diesel, John Dobbs, Gil Evans, David Greenspan, Moses Gunn, le réalisateur Tod Culpan Williams et sa sœur, l'ancien mannequin Rachel Williams, Hans Haacke, Billy Harper, Spencer Holst, Irv Teibel, Gayle Kirschenbaum, Anita Kushner, Ralph Lee, Hal Miller, Herman Rose, Barbara Rosenthal, Muriel Rukeyser, Ed Sanders, Tobias Schneebaum et Anne Tabachnick.     
Merce Cunningham, le chorégraphe et danseur réputé, a eu son studio et ses bureaux à Westbeth pendant plus de quarante ans, de 1971 jusqu'à sa mort et la dissolution de la Merce Cunningham Dance Company en 2012. 
Le poète Edward Field et son partenaire Neil Derrick, co-auteurs de The Villagers, vivaient ensemble à Westbeth. En février 2018, Field demeurait toujours à Westbeth et était considéré comme l'une de ses icônes.   
L'un des premiers groupes de théâtre féministes du pays, le Westbeth Playwrights Feminist Collective, est né ici.